# Las Peñas
Las Peñas é um município da província de Córdova, na Argentina.